# 金佛山悬钩子
金佛山悬钩子（学名：Rubus jinfoshanensis）为蔷薇科悬钩子属的植物，为中国的特有植物。分布于中国大陆的四川等地，生长于海拔1,600米至2,100米的地区，常生于生山坡或岩石上，目前尚未由人工引种栽培。